# Illya Cherednychenko
Illya Cherednychenko (tiếng Ukraina: Илья Чередниченко; sinh 12 tháng 6 năm 1995) là một cầu thủ bóng đá Ukraina thi đấu cho Spartak Trnava ở vị trí tiền vệ cánh.

## Sự nghiệp
Cherednychenko ra mắt chuyên nghiệp cho Trnava ngày 28 tháng 7 năm 2017 trước Podbrezová.